# テレスコープ弾

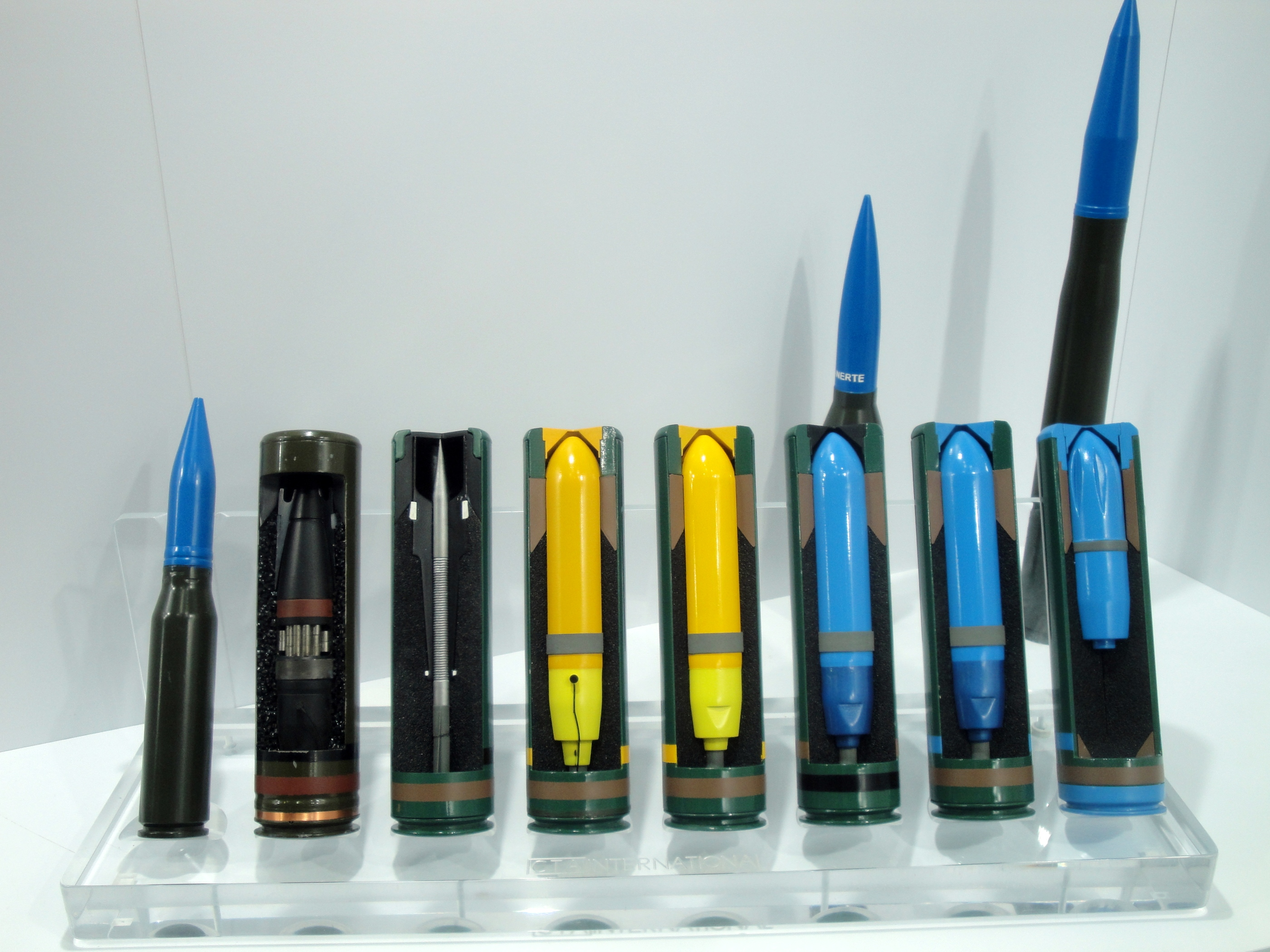
テレスコープ弾

テレスコープ弾（テレスコープだん、Cased Telescoped Ammunition , CTA）は、弾丸（弾頭）を薬莢の底まで埋め込む事により実包の全長を短くする工夫がされた弾薬である。
薬莢#テレスコープ弾も参照。

## 特徴
小型化
通常の弾薬は装薬が詰まった薬莢の先に弾頭が取り付けられている。特に小銃や対空砲のような装薬量の多い高初速弾薬では、弾頭が先細りのボトルネック形状が顕著となり、弾倉内で弾頭側のデッドスペースが大きい。これに対してテレスコープ弾は、薬莢の中に弾頭全体を納めたほぼ円柱形とすることで全長が短縮され、占有容積を2/3程度に縮減でき、兵器の小型化が期待できる。また弾薬が短いことで薬室に出し入れする動作ストロークも縮減でき、火器の機関部の小型化や連射速度（発射サイクルレート）の高速化も期待できる。
異なる火器
テレスコープ弾という新たな形状の弾薬の開発は、この弾薬専用の火器の開発が求められ、専用火器では従来の弾薬は使用できなくなる。

## 課題
理論上は最大腔圧を下げたり、エネルギーを効率よく弾丸に伝えたりできる。しかし従来の火器システムではテレスコープ弾の火薬を均一に燃焼させたり、弾丸をうまく装填・発射させることが通常の弾丸に比べて難しく、技術的な課題になっている。
また、撃発の瞬間に弾頭が薬室側よりも狭い銃砲身（バレル）へ進入するという挙動のため、バレル内弾道の安定性が劣り命中精度が低くなるという問題がある（逆に言えば、弾薬と火器双方の製造に従来よりも高精度が求められる）。ただし、元から弾頭が砲身や銃身に挿入されていない構造のリボルバーや、搭載用リボルバーカノンでは、この問題はほとんど関係がない。制圧射撃用途に使用されて高い命中精度が要求されない分隊支援火器では大きな問題とはならないが、製造精度の問題を解決できない限りはアサルトライフルと弾薬を共通化できる利点が失われる。

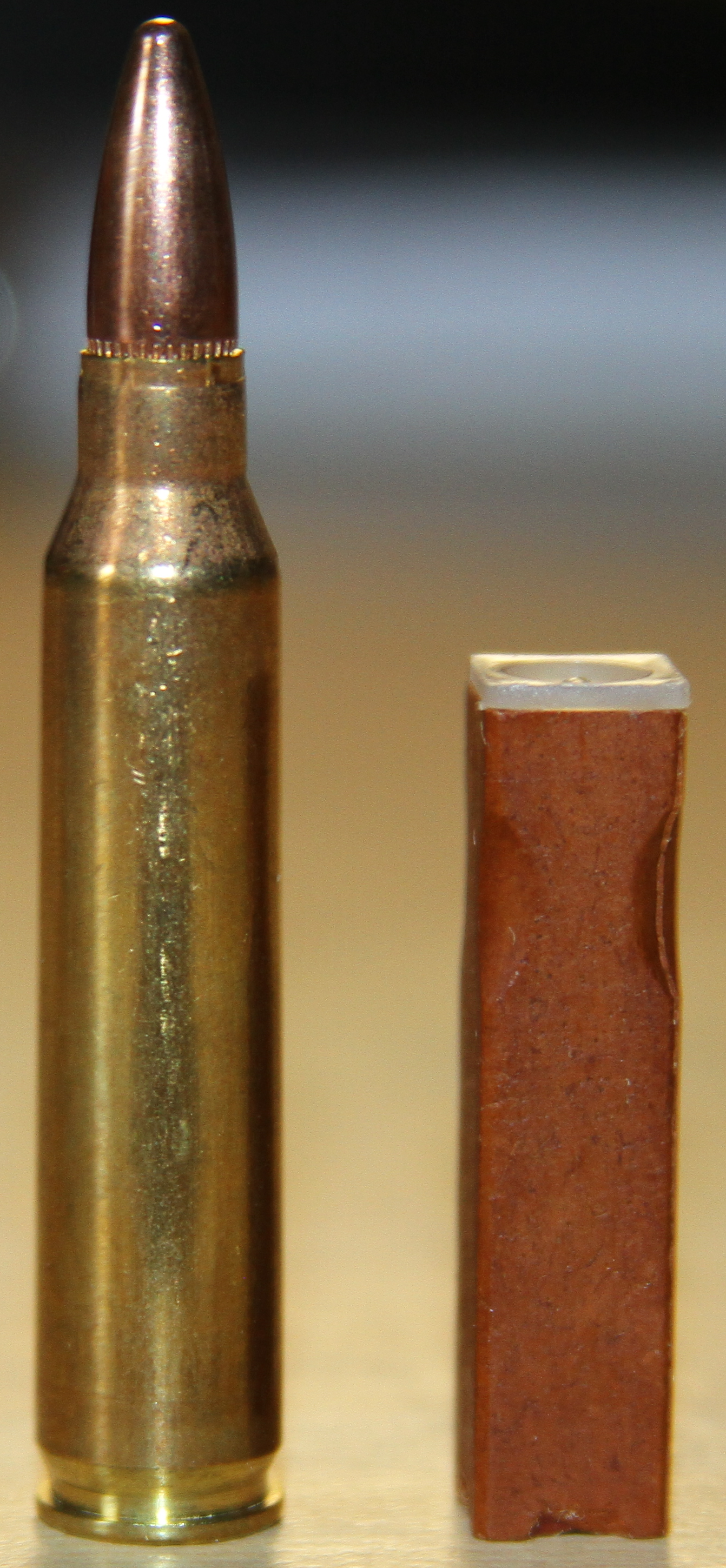
現用5.56mmNATO弾とG11の 4.73x33mm弾

収納効率の面を推し進めれば角柱型がより優れる。ケースレス弾薬の試みで有名なH&K G11小銃の弾薬はケースレスかつ角柱状テレスコープ型という非常に先鋭的なデザインだったが、銃・弾薬とも実用化には到らなかった。角柱型では送弾が引っかかりやすくなる、容積比の薬莢重量が円筒形よりもかさむ、製造の工作難度が増す、腔圧の影響が不均一となり設計難度も上がる等、問題も多く開発は進んでいない。

## 研究

### 英仏米
英仏と米国でCTAとその砲の研究が進められている。
第二次世界大戦後の米国では、弾丸を薬莢の中に埋め込むことで弾薬を小さくする、CTAを開発することで、コンパクトで高発射速度や高初速の機関砲が開発できるのではないかと考え、1954年以来、陸海空3軍で12.7mm-75mmの各種口径のCTA機関砲が試作され研究されてきた。これらの試みは、いずれも初速のバラツキや短命な砲身寿命などの問題のため、実用化には至らなかった。
1997年、英BAE Systems社と仏GIAT社（現Nexter社）が共同で、CTAとCTA砲の開発を目的とするCTAインターナショナル（CTAI）社を設立した。CTAIは、CTWS(GT40) 40mm CTA機関砲とGPR-PD-T (General Purpose Round-Point Detonating-Tracer) と TP-T を作り出した。
CTWS(GT40) は、装甲戦闘車への搭載を想定した対地攻撃用の外部動力式40mm機関砲で、回転式薬室を持ち、ブッシュマスター機関砲と同等の200発/分の最高発射速度と218kgの軽量小型であった。
初速度1,600m/sを持つ別のCTAのAPFSDS-Tも開発され、これはT-55戦車の前面装甲を貫徹する威力を持つとされる。
CTAIの40mmCTA機関砲40 CTCは、イギリスのスカウトSV歩兵戦闘車、フランスのEBRC ジャグア偵察戦闘車に採用されている。

### 日本
日本でも防衛省の技術研究本部（現・防衛装備庁）で研究されており近接戦闘車や高射機関砲システムに採用が予定されていた。40mmCTAの研究は完了している。

## 開発史
- 日本
  - 1994年 防衛庁技術研究本部 研究着手
    - 1994年～1996年 テレスコープ弾の研究（その1）
    - 1997年～1999年 テレスコープ弾の研究（その2）
    - 2000年～2002年 テレスコープ弾の研究（その3）
    - 2003年～2007年 将来装輪戦闘車両
    - 2006年～2009年 近接戦闘車用機関砲システムの研究
    - 2012年～2014年 高射機関砲システム構成要素の研究
- イギリス・フランス
  - 1994年 英仏共同でCTA International設立
  - 1996年 40mmCTA開発促進を決定
- ドイツ
  - 1993年 30mmCTA（RMK）開発開始